# Ludmila Jermolajeva
Ludmila Jermolajeva (Preiļi, Preiļu novads, 1 augustus 1964) is een voormalig Sovjet basketbalspeelster.

## Carrière
Jermolajeva begon haar basketbal carrière bij de jeugd van TTT Riga in 1980. In 1983 kwam ze in het hoogste team van TTT Riga. Met TTT won ze één Sovjet-kampioenschappen in 1984. Ze werd derde in 1985 en tweede in 1986. Ook won ze één Europese Cup-titel (Ronchetti Cup), in 1987. Ze speelde ook nog in Duitsland bij HSG Humboldt-Universität.

## Privé
Jermolajeva studeerde af aan de Universiteit van Riga (1988).

## Erelijst
- Landskampioen Sovjet-Unie: 1
  - Winnaar: 1984
  - Tweede: 1986
  - Derde: 1985
- EuroLeague Women: 
  - Runner-up: 1985
- Ronchetti Cup: 1
  - Winnaar: 1987